# Christian Louis de Montmorency-Luxembourg

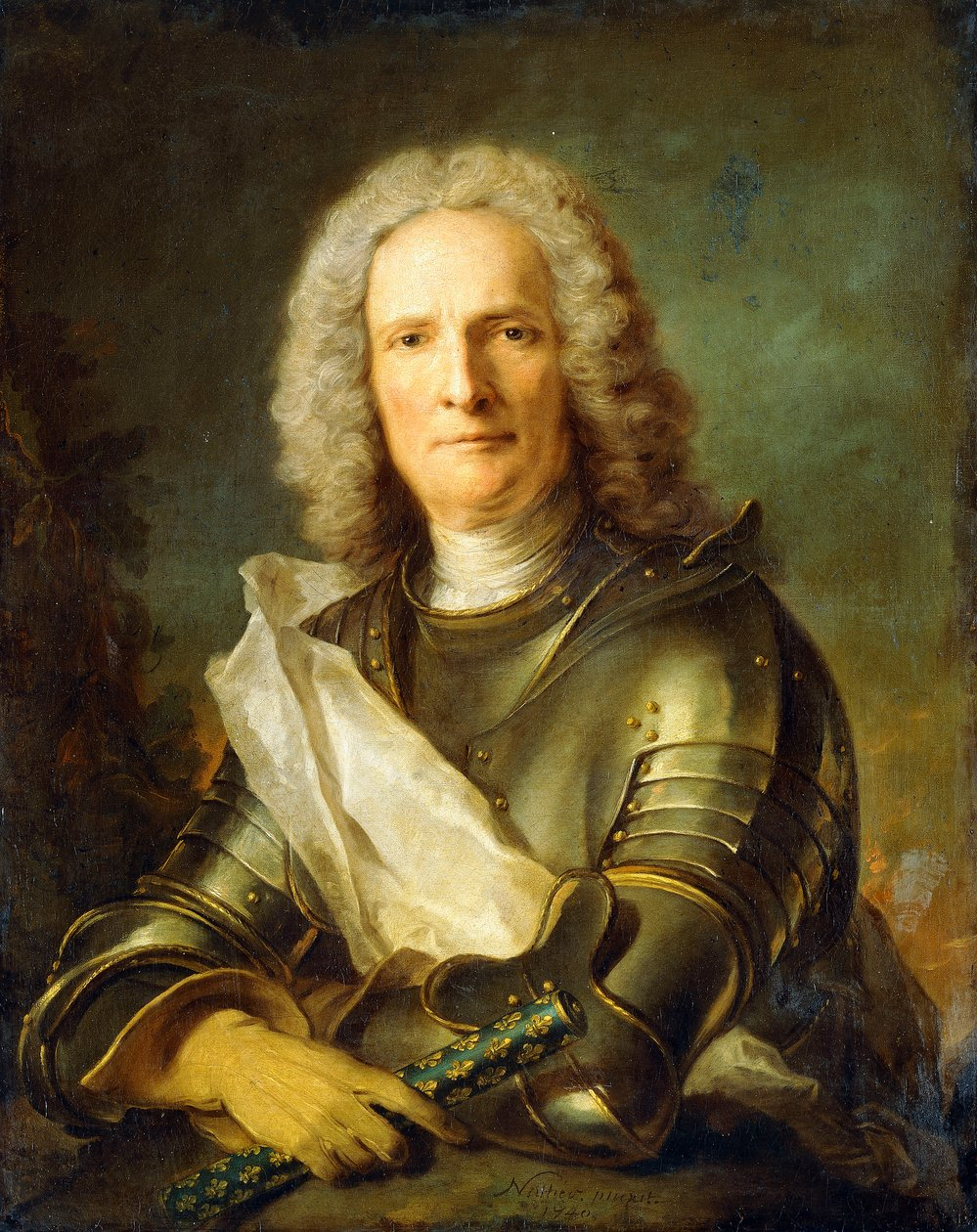
Le maréchal de Montmorency, Jean-Marc Nattier, 18. Jahrhundert

Christian Louis de Montmorency-Luxembourg (* 9. Februar 1675 in Paris; † 23. November 1746 Paris) war Prince de Tingry und Marschall von Frankreich.

## Leben
Christian Louis de Montmorency-Luxembourg war das fünfte und jüngste Kind von François-Henri de Montmorency-Luxembourg († 1695) und Madeleine-Charlotte-Bonne-Thérèse de Clermont-Tonnerre, Duchesse de Piney († 1701). Er war Prince de Tingry, Marquis de Bréval, Baron de Lantabat, Ostabat et Dax, Vicomte de Plédran und Seigneur de Luxe.
Bereits 1676 wurde er Malteserordensritter. Als Chevalier de Luxembourg machte er 1691 seine ersten Erfahrungen als Militär im Dienst seines Vaters während des Pfälzischen Erbfolgekriegs: er diente als Capitaine im Régiment Royal. Er nahm an der Belagerung von Namur (25. Mai bis 3. Juni 1692) teil, kämpfte in der Schlacht bei Steenkerke (3. August 1692), bei Huy (24. Juli 1693) und in der Schlacht bei Neerwinden (29. Juli 1693). Ebenfalls 1693 wurde er als Oberst ins Régiment de Provence, dann ins Régiment de Piémont versetzt. Er nahm an den Flandern-Feldzügen bis zum Frieden von Rijswijk teil.
Der Spanische Erbfolgekrieg (1701–1714) brachte ihn unter dem Kommando Vendômes zur Italienarmee, dann zur Flandernarmee. Am 29. Januar 1702 wurde er zum Brigadier befördert, am 26. Oktober 1704 zum Maréchal de camp.
Am 21. März 1708 erhielt er das Amt des Lieutenant-général in Französisch-Flandern (Flandern und Hennegau). Am 11. Juli 1708 stürmte er in der Schlacht bei Oudenaarde fünfzehnmal an der Spitze seiner Truppen. Am 28. September 1708 gelang es ihm, ausgehend von Douai mit 2.000 Reitern, Pulver ins belagerte Lille zu bringen, das von Marschall Boufflers verteidigt wurde. Nachdem die Stadt kapituliert hatte, schloss er sich mit Boufflers in der Zitadelle von Lille ein, von wo aus er einen erfolgreichen Ausfall unternahm. Diese Aktionen brachten ihm auch den Rang eines Lieutenant-général ein. Er war in der Schlacht bei Malplaquet (11. September 1709) an der Spitze der Nachhut. Am 17. März 1711 erhielt er das Gouvernement von Valenciennes. Nach dem Sieg bei Denain (24. Juli 1712) nahm er an den Einnahmen von Douai, Le Quesnoy und Bouchain teil.
1722 bis 1723 ließ er das Hôtel Matignon, ein Hôtel particulier in Paris, bauen, da aber die Arbeiten teurer ausfielen als erwartet, musste er das Palais kurz vor der Fertigstellung an Jacques de Goyon verkaufen. 1729 vertraute ihm der König die Regierung des Pays nantais an. Am 2. Februar 1731 wurde er in den Orden vom Heiligen Geist aufgenommen.
Während des Polnischen Thronfolgekriegs (1733–1738) nahm er an der Belagerung von Kehl (13. bis 29. Oktober 1733) und der Belagerung von Philippsburg (2. Juni bis 18. Juli 1734) teil. Anschließend bezwang er die Ettlinger Linie am Fuß des Schwarzwalds. Seine Erfolge brachten ihm nun am 6. Januar 1735 den Rang eines Marschall von Frankreich ein. Er nannte sich nun Maréchal de Montmorency, war dann aber nicht mehr im aktiven Dienst. Er starb am 23. November 1746 in Paris im Alter von 71 Jahren.

## Ehe und Familie
Christian Louis de Montmorency-Luxembourg heiratete am 7. September 1711 Louise Madeleine de Harlay, Comtesse de Beaumont (* 1694; † 7. November 1749), Tochter von Achille IV. de Harlay (1668–1717), Avocat général im Parlement de Paris, und Louise Renée de Lovet de Coëtjanval (um 1672–1749), Erbin der Grafschaft Beaumont. Ihre Kinder waren:
- Charles-François Christian (* Paris 30. November 1713; † Paris 20. April 1787 ebenda), 7. Februar 1765 Duc de Beaumont, Prince de Tingry, Marquis de Bréval, Comte souverain de Luxe, Vicomte de Plédran, Generalleutnant; ⚭ (1) 9. Oktober 1730 Anne Sabine Olivier († 29. September 1741), Tochter von Jean Antoine Olivier, Comte de Senozan, und Marie Louise Lamoijnon de Blancmesnil[5]; ⚭ (2) Montigny 19. Dezember 1752 Louise Madeleine de Fay (* 1732; † 15. September 1754), Tochter von Jean Hector de Faÿ, Marquis de La Tour-Maubourg, Marschall von Frankreich (Haus Fay), und Anne Madeleine Trudaine, Dame de Montigny; ⚭ (3) 11. Februar 1765 Eléonore Joséphine Pulchérie des Laurents de Chantefort (Avignon * 18. März 1745; † Paris 9. September 1829), Tochter von Jean Balthazar des Laurents, Marquis de Saint-Alexandre, und Claudine Madeleine Ferrand d’Avernes[6].
- Eléonore Marie (* 9. März 1715; † 3. Juli 1755); ⚭ 26. April 1729[7] Louis Léon Potier, 5. Duc de Tresmes, Pair de France, Generalleutnant (* 1695; † Paris 28. Dezember 1774) (Potier (Familie)).
- Marie Louise Cunégonde (* 30. September 1716; † 18. April 1764); ⚭ 15. Januar 1736[8] Louis Ferdinand Joseph de Croy, 5. Duc d’Havré, Grande von Spanien 1. Klasse, (* 14. Januar 1713; X 17. Juli 1761 in der Schlacht bei Vellinghausen (Haus Croy))
- Joseph Maurice Annibal (* 15. November 1717[9]; † Pau 3. Oktober 1762[10]), genannt le Comte de Montmorency, Comte de Luxe, Generalleutnant; ⚭ (1) (Ehevertrag 11. Juni 1741)[11] Françoise Martine Thérèse Le Pelletier de Rosambe (* 1722; † 17. Dezember 1750[12]), Tochter von Louis Le Pelletier de Rosambe und Thérèse Hennequin d’Équevilly; ⚭ (2) 3. Oktober 1751 Marie Jeanne Thérèse de L’Espinay de Marteville, Tochter von Louis de L’Espinay, Marquis de Marteville, und Marie Geneviève Camus de Pontcarré, sie heiratete in zweiter Ehe im Dezember 1763[13] Charles Anne Sigismond de Montmorency-Luxembourg, Duc d’Olonne etc. († Schloss Loches 21. Juli 1777, Haus Montmorency)
- Sigismond François (* 15. März 1719; † Paris 30. Juni 1719), bestattet in Beaumont.
- Nicolas Achille Joseph Louis (* August 1723; † Paris 18. Juni 1725), bestattet in Beaumont.